# 伊莱恩·富克斯

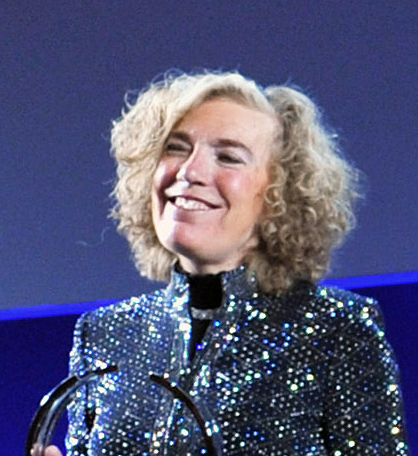
富克斯在2010年的世界傑出女科學家成就獎頒獎典禮上

伊莱恩·富克斯（英語：Elaine Fuchs，1950年5月5日—），美国细胞生物学家，洛克菲勒大学教授。她主要以对哺乳动物的皮肤和皮肤疾病的生物学和分子机制的工作而知名，引领皮肤医学走向了现代化。富裕克斯还率先提倡反向遗传学方法，评估蛋白质的功能，然后再评估其在发育和疾病的作用。尤其出名的是，福克斯研究了皮肤干细胞，以及它们在长出头发和皮肤方面的作用。